# カールスバート決議
カールスバート決議（カールスバートけつぎ、独: Karlsbader Beschlüsse）は、1819年9月20日にドイツ連邦を構成する主要10ヶ国が集まって出された決議。ウィーン体制の中心人物メッテルニヒの主導で進められ、ブルシェンシャフト（Burschenschaft）などが推進していた自由主義、ナショナリズム運動の抑圧を図る内容であった。

## 決議に至る背景
1815年以降、ドイツ各地で結成された学生同盟（ブルシェンシャフト）が、自由主義とナショナリズムを掲げて積極的な活動を行っていた。1817年、宗教改革300年を祝ってブルシェンシャフトはヴァルトブルク城で祝祭を行ったが、一部の勢力が急進化したことに、オーストリアのメッテルニヒが懸念を抱いた。翌1818年、各地の学生団体がより共同歩調をとる姿勢を見せたことで、その懸念はより強いものとなった。
1819年3月、ブルシェンシャフトの中でも極めて急進派な立場をとるカール・ザントが、「反動的」とみなされていた劇作家のアウグスト・フォン・コツェブーを暗殺するという事件が起こった（その後、カール・ザントは逮捕され斬首刑となった）。この一件で、ドイツ連邦の加盟諸邦にブルシェンシャフトの急進化に対する脅威の念が広まっていった。これに乗じて、メッテルニヒがドイツ連邦を構成する主要10カ国の代表をカールスバート（現・チェコのカルロヴィ・ヴァリ）に招集した。ここで決議されたのが、カールスバート決議である。

## 内容
この決議を通じて、3つの法案についての内容が確認され、ドイツ連邦議会に提出、承認された。法案内容を要約すると、以下のようになる。
- 大学法 - 学生による秘密結社の禁止、大学側の厳重な監督を義務化
- 出版法 - 一定以下のページ数の全書物に対する検閲を義務化
- 捜査法 - マインツに革命的陰謀を捜査、監視する特別委員会を設置

これらは、ドイツ連邦結成当初の規約を逸脱しており、連邦をより保守化・反動化させるものであった。

## 結果
この決議と、それに基づくマインツの捜査委員会による活動（煽動者取締）によって、ブルシェンシャフト運動は徹底的に弾圧された。進歩的立場をとる大学教授・改革派の政治家も多くが左遷、失職へ追いこまれた。その中には、シュタインやグナイゼナウなども含まれる。また、このカールスバート決議は、ドイツ連邦の実態を明らかにもした。連邦議会での議論が行われる以前に、主要数ヶ国による協議（カールスバートの決議）の段階で結論は決まっており、その他の小邦国の発言は事実上不可能であった。すなわち、諸邦国が対等な立場で連邦を構成するわけではないことが示されたのである。
また、カールスバート決議後はウィーンを中心として劇場の活動にまで制限が設けられ、シューベルトの劇作品の多くが検閲により改題されたり上演を禁じられるなど、音楽や演劇にまで悪影響を残した。
カールスバート決議は、1848年革命後の1848年4月2日に連邦会議により廃止された。